# Pandora (groupe)
Pour les articles homonymes, voir Pandora.
Pandora est un girl group mexicain, originaire de Mexico. Il est composé de María Fernanda Meade del Valle, et des sœurs María Isabel et María Teresa Lascuráin Arrigunaga. Fernanda Meade fait partie du groupe jusqu'en 1989, avant d'être remplacée par Liliana Abaroa Suzarte pendant sept ans (1989-1996).
Le groupe compte plus de 13 millions d'exemplaires vendus,,. Sur un total de 23 albums studio, quatre albums live et plus de cinquante compilations, le groupe compte 146 disques d'or et 157 disques de platine.

## Histoire

### Débuts (1981–1988)
Elles font leurs débuts le 2 juin 1985 dans l'émission Siempre en domingo de Raúl Velasco, en interprétant deux chansons, leur premier single composé par Hernaldo Zúñiga, ¿Cómo te va mi amor ? et Cuando no estás conmigo de J.R. Flórez. Le 7 juin 1986 sort leur premier album intitulé Pandora, en décembre de la même année ils reçoivent le trophée des 15 grands de Siempre en domingo et le trophée El Heraldo comme révélation musicale de l'année. L'album Pandora contient également les chansons Tarde o temprano, De mil maneras, Déjame, Quiéreme más de la compositrice brésilienne Denisse de Kalaffe et Para escribir tu nombre.
Le 27 avril 1986, elles sont invitées à un hommage à Pedro Vargas pour son 80e anniversaire. En mai, elles reçoivent le prix TVyNovelas du meilleur groupe vocal de l'année, où ils chantent en duo avec Luis Miguel sur la chanson ¿Cómo te va mi amor ? Leur deuxième album, Otra vez, sort en juillet 1986, et comprend des chansons telles que Solo él y yo et Alguien llena mi lugar (toutes deux de Hernaldo Zúñiga), entre autres. En août, elles se produisent avec Plácido Domingo lors de son concert Plácido y sus amigos à l'Amphitheater de Los Angeles, Californie, avec Julie Andrews, Frank Sinatra et John Denver,.
Le 7 novembre 1986, EMI sort l'album de Noël Eterna Navidad, dans lequel le groupe participe avec la chanson Los peces en el río et avec La Hermandad elles interprètent Ven cantar.
En février 1987, elles se produisent au festival de Viña del Mar au Chili, où elles remportent l'Antorcha del Plata (flambeau d'argent), et où elles se produisent pendant deux nuits,,. Au milieu de l'année, elles sortent leur troisième album, Huellas, qui contient des chansons telles que Mi hombre, Cinco minutos de amor et Ella se llenó de amor ; cette dernière est utilisée comme musique de fond dans la telenovela Quinceañera dans les scènes d'Ernesto Laguardia et d'Adela Noriega. En septembre de la même année, elles participent au Festival OTI avec la chanson Los amantes, composée par Gloria Campos et Fernando Riba, et sortent le single Fuera de mi corazón avec un album de remixes au début de 1988. À la fin de l'année, elles enregistrent la chanson No hay mal que por bien no venga, interprétée avec le chanteur portoricain José Feliciano,. Début 1988, elles participent à un album pour enfants pour leur label EMI intitulé Érase una vez avec la chanson Ay, ay, ay, ay, à laquelle participent également Yuri, Manuel Mijares et Fandango. Fin 1988, elles sortent leur quatrième album Buenaventura.

### Années 1990–2000
En 1992, elles sortent un album de reprises traduites en espagnol des années 1970 intitulé Ilegal, produit par Horacio Lanzi et Graciela Carballo, qui s'ouvre sur une reprise en espagnol de la chanson Matándome suavemente d'Isabel Lascuráin et Graciela Carballo. Elles atteignent la première place du Billboard Hot Latin Tracks avec leur reprise de Without You, intitulée Desde el día que te fuiste, tirée du même album, qui comprend également les chansons Rezo una oración por ti et Puede ser genial, avec la participation spéciale de Ricardo Montaner pour les chants d'accompagnement. En 1993, elles enregistrent ...Con amor eterno Vol II, et toutes les chansons sont sélectionnées par Juan Gabriel lui-même. Il contient des chansons telles que Cuando quieras déjame et Mi fracaso, sorties en 1993 et 1994.
Le 8 mai 1998, elles enregistrent leur premier album live intitulé Pandora 1985-1998 au Teatro Metropólitan, un double album qui sera réédité en 2003 sous le titre Pandora en vivo. En août de la même année, l'enregistrement de Vuelve a estar conmigo commence, qui est présenté jusqu'en 1999 avec la chanson Ya no es lo mismo de Francisco Céspedes et d'autres chansons caribéennes comme Coronita de Flores de Juan Luis Guerra. En 1999, le label EMI Music profite du 15e anniversaire du groupe pour sortir une édition spéciale de tous les albums enregistrés par Pandora, intitulée Pandora XV años, una historia.
En 2002, sous le label Sony BMG, elles sortent un album hommage à Manuel Alejandro sous le titre de En carne viva, cet album comprend deux quatuors, l'un avec Emmanuel Todo se derrumbó dentro de mí et Si la noche de anoche volviera avec le groupe Los Lobos, ainsi que le classique Frente a frente rendu populaire par Jeanette en 1981.

### Depuis 2010
Le groupe célèbre son 25e anniversaire en 2010 avec la sortie de l'album Pandora : De plata. Il contient onze titres : quatre duos, trois chansons inédites et quatre versions de leurs classiques. L'album, une œuvre avec un orchestre symphonique et des touches pop, est produit par Memo Gil avec des arrangements de Mario Santo. Il comprend également des collaborations avec Noel Schajris, Ilse et Mimi du groupe Flans, Kalimba et Gianmarco. Le 1er novembre, un double CD-DVD est publié sous le titre Pandora XXV años en vivo, qui est enregistré lors de leur première représentation à l'Auditorio Nacional de Mexico le 21 mai 2011,.
Début 2021, le groupe reprend ses activités à l'exception des concerts. Elles confirment travailler sur une nouvelle tournée commune, cette fois avec le groupe musical Flans. Un projet qui est en gestation depuis un certain temps et qu'elles appellent Inesperado Tour, parce que les deux groupes étaient considérés comme des concurrents dans les années 1980. La tournée débute en novembre à Tijuana, marquant le premier concert du groupe depuis le début de la pandémie de Covid-19. La tournée se poursuit dans plusieurs villes du Mexique, d'Amérique centrale et d'Amérique du Sud, avec un grand succès,.
En décembre 2022, ils sortent un nouveau single de Noël intitulé Noche de ¿paz ? qu'ils enregistrent à l'invitation de Netflix pour le film Reviviendo la Navidad. Ce projet marque la première participation du groupe à une bande originale de film. Le 9 décembre 2022, elles sortent l'album live de leur tournée avec Flans, Inesperado Tour, dérivé de leur prestation à l'Auditorio Nacional la même année et à nouveau sous le label Sony Music. L'album reprend les succès des deux groupes avec 30 chansons et plus de deux heures d'enregistrement.

## Style musical
Leur style musical transcende les frontières et les générations, s'imposant comme une icône mondiale. Au Japon, sa grandeur est reconnue par une sculpture dans le prestigieux musée des 100 chanteurs les plus importants du monde, un honneur réservé uniquement aux plus influents. En outre, les empreintes de Mayte, Isabel et Fernanda sont immortalisées sur le Hollywood Walk of Fame, juste à côté de l'étoile de Juan Gabriel.
Leur genre musical est de la balada romántica, la pop latino et la musique mexicaine. La chanson ¿Cómo te va mi amor ?, qui identifie le groupe, son symbole, est une composition du chanteur et compositeur Hernaldo Zúñiga, qui est nommée en 1987 pour un Grammy dans la catégorie Latin pop. Fin 2007, elle est incluse dans la liste de la chaîne VH1 des 100 plus grandes chansons des années 1980 en espagnol, se classant à la 16e place.

## Discographie

### Albums studio
- 1985 : Pandora
- 1986 : Otra Vez
- 1987 : Huellas
- 1988 : Buenaventura
- 1989 : 999 razones
- 1991 : Con amor eterno
- 1992 : Ilegal
- 1993 : Con amor eterno vol. II
- 1995 : Confesiones
- 1997 : Hace tres noches apenas
- 1999 : Vuelve a estar conmigo
- 2002 : En carne viva
- 2004 : Por eso... Gracias
- 2010 : De plata[29]
- 2013 : En el camino
- 2015 : Pandora 30
- 2016 : Navidad con Pandora
- 2019 : Más Pandora que nunca

### Albums live
- 1998 : Pandora 1985/1998
- 2006 : En acústico
- 2011 : XXV años en vivo
- 2022 : Inesperado Tour (avec Flans)

## Tournées
- 1985 : Como te va mi Amor
- 1986 : Pandora otra Vez
- 1987 : Huellas
- 1988-1989 : Buenaventura
- 1990 : 999 Razones
- 1992 : Ilegal 92´
- 1993-1994 : De Serenata
- 1995-1996 : Tour Confesiones
- 1997 : Hace Tres Noches Apenas
- 1998 : Pandora en Vivo
- 1999 : Vuelve a estar Conmigo
- 2000-2001 : Pandora en Concierto
- 2002-2003 : Pandora en Carne Viva
- 2004-2005 : Por eso Gracias, La gira del adiós
- 2010-2011 : De Plata Tour[30]
- 2012-2013 : Pandora de Corazón
- 2013-2015 : En el Camino Tour[31]
- 2015-2017 : Pandora al Cubo Tour[32]
- 2017-2020 : Juntitas Tour avec Yuri
- 2018- : Más Pandora que Nunca Tour[33]
- 2021- : Inesperado Tour (avec Flans)

## Distinctions notables

### Grammy Awards
| Année | Nommé              | Prix                                      | Résultat   |
| ----- | ------------------ | ----------------------------------------- | ---------- |
| 1985  | Cómo te va mi amor | Performance de pop latino                 | Nomination |
| 1992  | ...Con amor eterno | Album vocal ou instrumental de pop latino | Nomination |

### Lo Nuestro Awards
| Année | Nommé           | Prix                 | Résultat   |
| ----- | --------------- | -------------------- | ---------- |
| 1990  | Pandora         | Groupe ou duo pop    | Nomination |
| 1991  | Pandora         | Groupe ou duo pop    | Nomination |
| 1992  | Con Amor Eterno | Album pop de l'année | Lauréat    |
| 1992  | Pandora         | Groupe ou duo pop    | Lauréat    |
| 1993  | Ilegal          | Album pop de l'année | Nomination |
| 1993  | Pandora         | Groupe ou duo pop    | Lauréat    |
| 1994  | Pandora         | Groupe ou duo pop    | Nomination |
| 1998  | Pandora         | Groupe ou duo pop    | Nomination |